# 疣鞘独蒜兰
疣鞘独蒜兰（学名：Pleione praecox）为兰科独蒜兰属下的一个种。

## 扩展阅读
- 维基共享资源上的相關多媒體資源：疣鞘独蒜兰